# Погребняк, Николай Викторович
Николай Викторович Погребняк (27 июня 1992, Москва) — российский футболист, центральный защитник.

## Биография
Воспитанник московской ДЮСШ № 76 «Тимирязевец». В старшей команде школы дебютировал на взрослом уровне в 2010 году в чемпионате Москвы среди любителей.
В 2011 году подписал контракт с «Томью». В первом сезоне провёл 18 матчей и забил один гол в первенстве молодёжных составов премьер-лиги, затем играл за дубль «Томи» в любительских соревнованиях. В начале 2013 года отдан в аренду в омский «Иртыш», где провёл полтора сезона и сыграл 28 матчей во втором дивизионе. В сезоне 2014/15 снова выступал за вторую команду «Томи», на этот раз во втором дивизионе.
После ухода из «Томи» выступал во втором дивизионе за московское «Торпедо» и ставропольское «Динамо».
В июле 2018 года перешёл в ташкентский «Локомотив». Дебютный матч в чемпионате Узбекистана сыграл 11 августа 2018 года против «Нефтчи», а всего провёл два матча. После возвращения в Россию выступал только на любительском уровне.

## Личная жизнь
Старший брат — бывший нападающий сборной России по футболу Павел Погребняк. Брат-близнец Кирилл также футболист.
Женился в ноябре 2017 года, супруга Татьяна.